# Casalgrasso
Casalgrasso est une commune italienne de la province de Coni dans la région Piémont en Italie.

## Géographie
Une partie du territoire communal occupe le lit majeur du Pô, dont l'écosystème est une des principales préoccupations des autorités locales, car les prés ont toujours représenté une ressource vitale pour l'agglomération. En se promenant le long des berges du fleuve, on peut apercevoir plusieurs espèces animales dans leur milieu naturel, notamment la cigogne blanche qui nidifie dans la ZNIEFF de Racconigi. La ville est aussi traversée par le torrent de Varaita, affluent du Pô, et par la Maira ; les confluences de ces deux rivières avec le Pô forment deux réserves naturelles dépendant du Parc Naturel de la Plaine du Pô ; les environs sont drainés, en outre, par un ruisseau, le Pascolo dont la source est appréciée.

## Administration
| Période                                  | Période | Identité | Étiquette | Qualité |
| ---------------------------------------- | ------- | -------- | --------- | ------- |
|                                          |         |          |           |         |
| Les données manquantes sont à compléter. |         |          |           |         |

### Communes limitrophes
Faule, Lombriasco, Pancalieri, Polonghera, Racconigi